# Pons Probi
Der Pons Probi (italienisch: Ponte di Probo) war eine Brücke in Rom, die den Tiber überspannte und die heutigen Stadtteile Ripa unterhalb des Aventin und Trastevere verband.
Die Straßenbrücke wurde von Kaiser Probus (232–282) vermutlich als Neubau in Auftrag gegeben und schlicht Pons Novus (Neue Brücke) benannt. Sie wird allgemein heute mit der im Mittelalter als Pons Marmoreus Theodosii  oder Pons Theodosii in ripa (Graphia) bezeichneten Brücke identifiziert, die ihren Namen vermutlich einer Restaurierung durch Kaiser Theodosius I. im 4. Jahrhundert verdankt.
Die Brücke wurde möglicherweise erbaut, um die Wassermühlen, die der Vorgänger von Probus, Aurelian, am Gianicolo errichtet hatte, mit den Getreidespeichern am Tiberhafen zu verbinden.
Die Brücke wurde teilweise im 11. Jahrhundert und endgültig 1484 zerstört. Reste der Fundamente waren im Tiber noch bis zu dessen Kanalisierung 1877–1880 sichtbar.